# Lophozia sudetica
Lophozia sudetica là một loài Rêu trong họ Jungermanniaceae. Loài này được (Nees ex Huebener) Grolle mô tả khoa học đầu tiên năm 1971.